# 戴夫·麦克卢尔
戴夫·麦克卢尔（英語：Dave McClure）是美国旧金山港湾地区的一位企业家及天使投资者，他创办并经营了一家名为500Startups的企业加速兼孵化器。他被视为硅谷的高科技初创公司的超级投资者之一。

## 背景
麦克卢尔出生于美国西弗吉尼亚州。1988年毕业于约翰·霍普金斯大学（Johns Hopkins University），取得工程数学学士学位。

## 科技创业
麦克卢尔于1994年创建了名为阿斯兰计算（Aslan Computing）的网络与电子商务咨询公司， 并于1998年将此公司出售给Servinet/Panurgy。此后，他做为技术顾问就职于微软、英特尔及其他高科技公司。2001年至2004年期间，他担任贝宝公司（PayPal）的营销总监。2005年至2006年期间，他负责管理全球最大的职位搜索引擎和就业网站Simply Hired的营销业务。
自离开贝宝公司以来, 麦克卢尔投资了15家消费类网络初创公司，其中包括在2010年被谷歌(Google)收购的虚拟货币和产品支付平台以及在2011年被亚马逊(Amazon)收购的美国教育和教师搜索网站TeachStreet。2009年期间，他担任Facebook fbFund（一个和著名风险资本投资基金Founders Fund 及 Accel Partners合资创办的企业加速兼孵化器）的投资总监，为在Facebook开放平台(Facebook Platform)及Facebook单点登陆系统(Facebook Connect)开发应用程序(apps)的初创公司提供早期融资。
麦克卢尔拥有名为500Hats的个人博客。他在博客里发表对投资和创业的理念时常遇到争议，在业内广受关注，是2011年十个风险投资点击率最高的博客之一。

### 500Startups
500Startups 是麦克卢尔于2010年创办的企业加速兼孵化器及相关的投资基金。在2011年二月份时，通过其位于加州Mountain View的孵化器办事处接纳了第一批初创公司，共12家。2011年六月及十月, 500Startups又分别添加了第二批共21家及第三批34家初创公司。
截至于2012年四月，500Startups共投资了257家公司，其中包括 myGengo, Artsicle, Visual.ly, Votizen, E la Carte 和 Udemy。500Startups所投资的公司中有20%以上同时也获得了其他的孵化器的融资和支持，有10-15%从事国际业务,已有10家公司被成功收购。